# Zofinger Wochenblatt für Stadt und Land
Das Zofinger Wochenblatt für Stadt und Land war eine Schweizer Zeitung, die 1811 von Daniel Sutermeister gegründet wurde. 1832 wurde die Zeitung von Sutermeisters Erben nach Liestal verkauft, und 1833 wurde sie von Johann Rudolf Ringier übernommen.
Das Wochenblatt war anfangs ein Inserateblatt. Ab 1851 veröffentlichte es freisinnig-liberale Nachrichten. 1864 wurde es in einer Auflage von 700 Exemplaren gedruckt. 1885 wurde es vom Zofinger Tagblatt übernommen, aus dem es dann wöchentliche Artikelauswahlen publizierte. Das Wochenblatt verschmolz 1925 mit dem Zofinger Volksblatt.